# Пам'ятник Бернесу
Пам'ятник Бернесу — пам'ятник радянському акторові кіно та виконавцю пісень, Народному артисту РРФСР Марку Бернесу. Знаходиться в українському місті Ніжин. Відкритий 13 жовтня 2011 року. Скульптор - Володимир Чепелик. Був викрадений у ніч на 3 травня 2017 року і через добу знайдений поламаним. 9 жовтня 2019 року відновлену пам'ятку встановлено на колишньому місці.

## Історія
Пам'ятник, встановлений у Театральному сквері Ніжина, був урочисто відкритий 12 жовтня 2011 - до століття від дня народження актора. Крім того, до ювілею артиста сквер було реконструйовано та висадили ялинову алею. Автор монумента - Володимир Чепелик.
Пам'ятник відтворює кадр із фільму «Два бійці» - бронзовий Бернес в образі Аркадія Дзюбіна сидить на кам'яному постаменті. На постаменті напис: «Я люблю тебя, жизнь!» (Я люблю тебе, життя!).
Напередодні Дня Перемоги 2017 року, під покровом ночі з 2 на 3 травня бронзову фігуру артиста вкрали, залишився тільки валун. Про зникнення пам'ятника повідомив ніжинський журналіст Ігор Волосянкін, який написав: «Що день, то сюрприз. У Ніжині викрали пам'ятник Марку Бернесу. Улюблене місто може спати спокійно». Поліція Чернігівської області порушила кримінальну справу у зв'язку з крадіжкою. Ситуацією скористалися представники росії: перший заступник голови комітету Радфеду РФ з оборони та безпеки Франц Клінцевич заявив, що в крадіжці винні депутати Верховної Ради України, які ухвалили закон про декомунізацію.
Через день пошкоджений пам'ятник, що важить понад півтонни, був знайдений покинутим на околиці міста. У пам'ятника відбили руку, плащ та частину гітари, але ці елементи не були здані в металобрухт, а просто були кинуті поруч. Про місцезнаходження пам'ятника повідомив у своєму Фейсбуці нардеп Олександр Кодола, а потім видалив публікацію. За інформацію про зниклу пам'ятку було призначено нагороду у розмірі до 50 тис. гривень.
9 жовтня 2019 року відновлений пам'ятник було встановлено на колишньому місці.